# Bund Reichskriegsflagge
Bund Reichskriegsflagge (Sociedade da Bandeira da Guerra Imperial) foi uma organização paramilitar criada por Ernst Röhm em 1923.
A Bund Reichskriegsflagge foi formada com grupos locais de Memmingen, Schleißheim, Augsburg e Munique da Wehrverband Reichsflagge (Liga de Combate da Bandeira Imperial), que tinha sida expulsa por insubordinação. O chefe oficial era Joseph Seydel mas Ernst Röhm era quem realmente controlava. A liderança política foi transferida para Adolf Hitler em 25 de setembro de 1923. Fazia parte da Kampfbund. A Bund Reichskriegsflagge, sob o controlo de Ernst Röhm, teve um papel muito importante no Putsch da Cervejaria — a tentativa fracassada de Hitler e do Partido Nazi (NSDAP) de tomar o poder em Munique em novembro de 1923; acabaram por ser banidos posteriormente. A Bund Reichskriegsflagge surgiu por pouco tempo em 1925, juntando-se ao Tannenbergbund.

## Membros em destaque
- Ernst Röhm
- Heinrich Himmler
- Adolf Hühnlein